# Ariulf
Ariulf fou el segon duc de Spoleto succeint a Faroald I a la seva mort vers el 592. Només ascendir al poder va ocupar algunes ciutats romanes d'Orient i va ajudar a Arequis I de Benevent en el setge de Nàpols, plaça forta romana d'Orient. Va derrotar els romans d'Orient a Camerino i el duc va al·legar haver tingut l'ajut de Sant Sabí. Pau Diaca diu que fou el primer duc convertit al cristianisme. El Papa Gregori I va fer una pau separada amb ell el que va provocar l'hostilitat de l'emperador romà d'Orient i de l'Exarca de Ravenna. Va morir vers el 602 i el va succeir el fill del seu antecessor, Teodelap, que s'havia imposat a un germà.